# Fonction de Voigt
Pour les articles homonymes, voir Voigt.

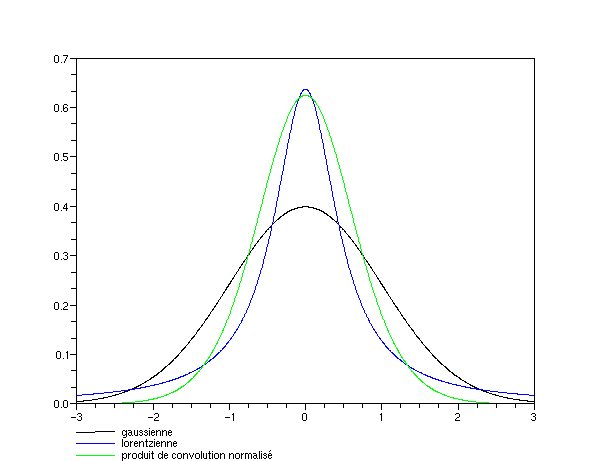
Fonctions de Gauss, de Lorentz et de Voigt

Une fonction de Voigt est le produit de convolution d'une fonction gaussienne d'une fonction lorentzienne et d'une distribution de Dirac, cette dernière donnant la translation. C'est donc une fonction de la forme
{\displaystyle V(x)=\int _{-\infty }^{+\infty }\int _{-\infty }^{+\infty }\mathrm {e} ^{-a\cdot t^{2}}\times {\frac {1}{b+(u-t)^{2}}}\mathrm {d} t\ \delta (x-x_{0}-u)\mathrm {d} u=\int _{-\infty }^{+\infty }\mathrm {e} ^{-a\cdot t^{2}}\times {\frac {1}{b+(x-x_{0}-t)^{2}}}\mathrm {d} t}
soit, si le sommet se trouve en 0 (x0 = 0) :
{\displaystyle V(x)=\int _{-\infty }^{+\infty }{\frac {\mathrm {e} ^{-a\cdot t^{2}}}{b+(x-t)^{2}}}\mathrm {d} t}.

## Applications
En spectrométrie d'émission ou d'absorption, une raie correspond à l'énergie de transition entre deux niveaux électroniques. Le spectre devrait donc présenter une bande de fréquence (ou d'énergie) infiniment mince (signal monochromatique). Dans les faits, cette raie a une certaine largeur. Dans le cas d'un gaz, la fonction de Voigt permet de modéliser la largeur de cette raie en raison :
- des collisions entre les molécules (élargissement lorentzien) ;
- de l'effet Doppler-Fizeau dû au mouvement des molécules (élargissement gaussien).

En diffractométrie de rayons X, la fonction de Voigt permet de décrire le profil des pics de diffraction si l'on considère :
- une distribution gaussienne des microcontraintes ;
- un effet de taille de cristallites (formule de Scherrer).

## Approximations des fonctions de Voigt
Le produit de convolution n'est pas une opération simple. À l'époque où l'informatique ne permettait pas d'effectuer ce calcul, il a fallu trouver des approximations de cette fonction de Voigt. Deux d'entre elles sont décrites ci-dessous. Il en existe également de plus complexes mais plus précises.

### Pseudo-fonction de Voigt

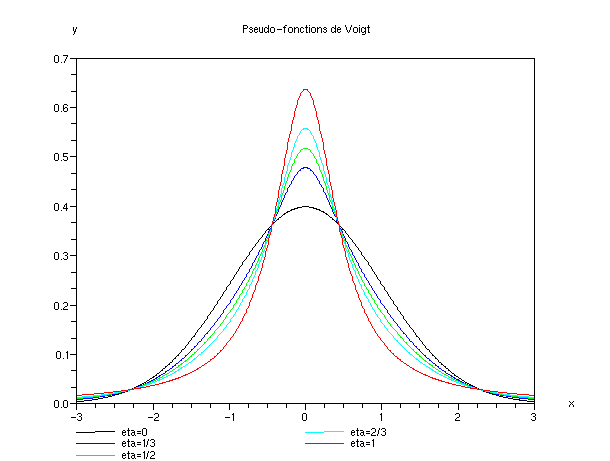
Pseudo-fonctions de Voigt

Une pseudo-fonction de Voigt (pseudo-Voigt function en anglais) est la somme d'une gaussienne et d'une lorentzienne ayant la même position et la même aire. Le facteur de proportionnalité, noté η, est appelé facteur de Lorentz :
{\displaystyle PV=\eta \cdot L+(1-\eta )\cdot G.}
Pour η = 0, on retrouve une gaussienne et pour η = 1, on retrouve une lorentzienne.

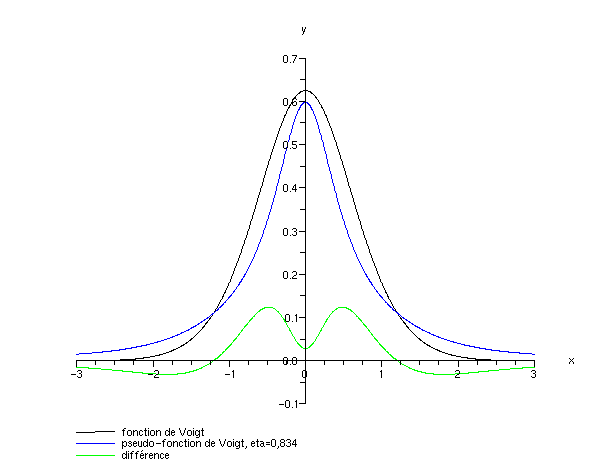
Différence entre une fonction de Voigt et une pseudo-Voigt (η = 0,834) de même position et même aire

Si l'on compare les pseudo-fonctions de Voigt avec une fonction de Voigt (σ = 1 pour la gaussienne, Γ = 1 pour la lorentzienne), le paramètre de Lorentz donnant l'écart quadratique minimal vaut :
η = 0,834 ± 0,001.

### Fonction de Pearson VII
On utilise fréquemment la VIIe fonction de Pearson, définie, pour x entier, par
{\displaystyle y={\frac {1}{\left[1+\left({\frac {2(x-x_{0})\cdot {\sqrt {2^{1/\mathrm {M} }-1}}}{w}}\right)^{2}\right]^{\mathrm {M} }}}}
où M est le paramètre de forme, ou « largeur de Pearson ».
On écrit parfois une expression simplifiée :
{\displaystyle y=\left[1+\mathrm {K} ^{2}{\frac {(x-x_{0})^{2}}{\mathrm {M} }}\right]^{-\mathrm {M} }}
On a
- M < 1 : profil dit « super lorentzien » ;
- M = 1 : profil de Cauchy : Lorentz (lorentzienne) : Breit-Wigner ;
- M = ∞ : profil de Gauss-Laplace (gaussienne, loi normale).

Cette fonction est utilisée depuis 1977 pour représenter la forme des pics de diffraction X.